# 小田島薬店
小田島薬店株式会社（おだしまやくてん）は、 岩手県花巻市上町6-5に本社を置く、医薬品・衛生材料・医療機器を販売する卸業者であった。アルフレッサ ホールディングスグループの1社「株式会社小田島」である。「サンエス」設立までは、東北医薬品卸業者の中では売上高1位であった。

## 概要
- 会社設立 昭和24年1月7日
- 創業 文化元年
- 資本 3000万円
- 代表取締役会長　小田島喜兵衛
- 代表取締役社長　小田島実

## 沿革
- 昭和24年1月設立
- 昭和38年6月東京都に「大鵬薬品工業株式会社」（大塚製薬と全国の主要卸業者が出資して設立された企業である）設立。岩手地区独占販売契約を締結。大鵬薬品は1県1社代理店制度を採用する
- 昭和44年9月コンピューター導入
- 昭和48年12月「小田島薬店」が「佐野商店・卸部門」（秋田県秋田市）と「桜井薬品・卸部門」（宮城県仙台市）と合併し「株式会社小田島」に商号変更

## 営業所
- 岩手県花巻市上町6-5
- 岩手県花巻市東町6-5
- 岩手県盛岡市紺屋町4
- 岩手県一関市山の目
- 青森県八戸市城下4丁目
- 秋田県横手市婦気大堤町
- 青森県青森市大字新田字扇田26-16

## 関連企業
株式会社田島屋薬局
- 昭和36年7月創業
- 本店・岩手県北上市本通1-7-16
- 支店・岩手県北上市駅通
- 支店・岩手県北上市諏訪町2丁目
- 支店・岩手県北上市本通2丁目鍵屋デパート内
- 支店・岩手県北上市新穀町1丁目
- 支店・岩手県北上市青柳町2丁目（農薬部）
- 資本金・800万円

## 主な取引メーカー
- 武田薬品工業
- 第一製薬
- 塩野義製薬
- 大日本製薬
- 大鵬薬品工業
- 田辺製薬
- 藤沢薬品工業
- エーザイ
- 中外製薬